# قلعه رومیان
تپه قلعه رومیان یا قلعه رَمیان (لری قِلا رَمیون) که با نام‌های قلعه ارمیان و قلعه وامیان نیز در برخی کتاب‌های تاریخی از آن نام برده شده‌است، قلعه و تپه‌ای باستانی و تاریخی در جنوب شهر بروجرد است. این محوطه دارای آثاری مربوط به دوران پیش از تاریخ ایران باستان تا دوران‌های تاریخی پس از اسلام است و در شهرستان بروجرد، روستای نصیرآباد واقع شده و این اثر در تاریخ ۲۵ اسفند ۱۳۷۹ با شمارهٔ ثبت ۳۲۲۸ به‌عنوان یکی از آثار ملی ایران به ثبت رسیده‌است.
از قلعه رومیان امروزه جز ویرانه‌ای برجای نیست و تنها تپه‌ای که قلعه بر روی آن قرار داشته برپاست اما لایه‌های باستان‌شناسی تپه، تکرار نام آن در منابع تاریخی و نیز نزدیکی این قلعه به شهر تاریخی بروجرد نشان دهنده قدمت طولانی آن است. این تپه منفرد، که از زمین‌های اطراف کاملاً متمایز است در سه کیلومتری جنوب شهر بروجرد در آبادی رمیان واقع است.

## نام گذاری
عده‌ای معتقدند که نام گذاری این قلعه به عنوان قلعه رومیان به دلیل ساخته شدن یا اهمیت یافتن آن در زمان حمله اسکندر به ایران بوده‌است. ایرانیان در مقابله با سپاهایان روم، از قلعه‌های متعدد پراکنده در مناطق مختلف استفاده می‌کردند که یکی از آنها قلعه رومیان بروجرد بوده‌است.
در اواخر قرن دهم و اوایل قرن یازدهم هجری و همزمان با حکومت صفویان، لشکریان عثمانی (رومی) به مناطق غربی ایران حمله‌های متعددی کردند و بخش‌هایی از این مناطق را به اشغال خود درآوردند و ایرانیان را در حوالی بروجرد شکست دادند. برخی علت نامگذاری این قلعه به نام رومیان را نبرد نیروهای روم یا رومیه (عثمانی) و نیروهای ایرانی در این ناحیه و به دنبال آن، تصرف قلعه مذکور توسط رومی‌ها می‌دانند اما چون پیشتر از حمله سپاه عثمانی به ایران، نام این قلعه به همین شکل در منابع ذکر شده بنابراین نام یادشده نمی‌تواند مربوط به این دوره باشد.

## حوادث تاریخی
نام قلعه رومیان بروجرد در منابع متعدد تاریخی به ویژه از قرن هشتم هجری به بعد ذکر شده‌است. با توجه به قدمت پیش از تاریخ و نیز دوره‌های تاریخی پیش از اسلام قلعه رومیان، ساخت و بهره‌گیری از قلعه در هزاره چهارم تا سوم قبل از میلاد مسجل است. هرچند تا کنون پژوهش عمیق باستان‌شناسی بر روی این قلعه صورت نگرفته اما برخی آثار و یافته‌های به دست آمده از تپه قلارمیان دارای مشابهت با تپه گیان هستند و دست کم پنج هزار سال قدمت دارند. ناحیه بروجرد پیش از تشکیل امپراطوی هخامنشیان، بخشی از سرزمین مادها بوده‌است. آثاری از دوره ماد، هخامنشیان و سلسله‌های پس از آنها در تپه قلعه رومیان دیده می‌شود. والیان لر کوچک در قرن هشتم هجری، بروجرد و قلعه رومیان را که تا آن زمان بخشی از عراق عجم بودند در تسلط خود درآوردند اما در سال ۷۹۰ هجری، امیر تیمور گورکانی که پیشتر بروجرد و خرم‌آباد را به تصرف درآورده بود، عزالدین بن شجاع الدین محمود از حاکمان لرِ کوچک را که در این قلعه قرار داشت، به سوی سمرقند روانه کرد. تیمور به سال ۸۰۵ هجری و به هنگام عزیمت به گرجستان، به امیرزاده رستم از فرماندهان خود دستور داد تا به بروجرد برود و قلعه رومیان را بازسازی کند. در سال ۹۹۷ هجری، سپاه ایران به فرماندهی قورخمس خان شاملو در حوالی بروجرد از قشون عثمانی شکست خورد.